# Ixaque ibne Ismail
Ixaque ibne Ismail (Ishaq ibn Isma'il - lit. "Isaac, filho de Ismael"; antes de 833 - 853), também conhecido como Isaac (Sahak) pelas fontes georgianas, foi o emir de Tiblíssi entre 833 e 853. Sob seu governo, o emirado alcançou o ápice de seu poder. Ele forçou os príncipes georgianos do Principado da Caquécia e do Reino da Abecásia a pagar tributo. Tentou tornar-se independente do Califado Abássida, parou de lhes pagar tributo e aliou-se com a nobreza local, os metavaris da Caquécia. Como consequência, o califa Mutavaquil (r. 847–861) enviou uma expedição contra ele liderada por Buga, o Velho, que foi apoiado pela família Bagrationi. Em 853, os invasores saquearam e queimaram Tiblíssi, e mataram o emir.